# Neculai Iftimie
Neculai Iftimie (n. 16 august 1964) este un deputat român, ales în 2016. 